# Walter Page
Walter Page, född 1900 i Gallatin, Missouri, död 1957, var en amerikansk kontrabasist. 
Walter Page började i unga år lära sig spela tuba och bastrumma och började spela kontrabas i high school. Han etablerade sig så småningom som en av tidernas största jazzbasister när han tillsammans med gitarristen Freddie Green och trummisen Jo Jones bildade den omtalade och svängiga rytmsektionen, kallad The All-American Rhythm-Section, i Count Basies orkester.
Walter, som var stor både fysiskt och musikaliskt, kallades skämtsamt för "Big One".